# الحرب الأمريكية على إيالة الجزائر (1815)
الحرب الأمريكية على المملكة الجزائرية (1815)، والمعروفة كذلك باسم ألجرين أو الحرب الجزائرية، تسمى كذلك الحرب البربرية الثانية "Second Barbary War"، كانت الحرب الثانية بين حربين وقعتا بين الولايات المتحدة ومجالس الوصاية على العرش التابعة للإمبراطورية العثمانية في شمال أفريقيا والجزائر، ويطلق عليها بشكل مجمع اسم دول ساحل البحر المتوسط، وقد انتهت الحرب بين دول ساحل البحر المتوسط والولايات المتحدة في عام 1815، وقد تم إنهاء النزاع الدولي بشكل فعال في العام التالي على يد بريطانيا العظمى وهولندا، وقد وضعت الحرب نهاية للممارسة الأمريكية المتعلقة بدفع الجزية إلى دول البحر المتوسط (طرابلس، الجزائر) التابعين للدولة العثمانية، وقد ساعدت على وضع بداية لنهاية سيطرتهم على البحر المتوسط وفي تلك المنطقة، تلك السيطرة التي كانت منتشرة بشدة في أيام حكم العثمانيين (الفترة بين القرن السادس عشر وبداية القرن التاسع عشر)، وخلال عدة عقود، قامت السلطات الأوروبية ببناء المزيد من السفن المتطورة والأغلى التي لا يمكن لدول المنطقة مضاهاتها في العدد أو التقنيات.

## الخلفية
بعد حرب طرابلس (1801 - 1805)، وجدت الولايات المتحدة أن تركيزها قد انتقل إلى علاقتها التي كانت تسوء مع بريطانيا العظمى حول التجارة مع فرنسا، والتي بلغت ذروتها في حرب 1812. وقد انتهز البحارة المسلمين هذه الفرصة للعودة إلى ممارساتهم القديمة بمهاجمة السفن والسطو الأمريكية والسطو عليها، بالإضافة إلى السفن التجارية الأوروبية في البحر الأبيض المتوسط وأسر طواقمها ومسئوليها وعدم إطلاق سراحهم إلا بعد الحصول على فدية، وفي نفس الوقت، كانت القوى الأوروبية الكبرى ما زالت مشغولة في الحروب النابليونية التي لم تنته بشكل تام حتى عام 1815.

## رد الولايات المتحدة
مع ذلك، ومع نهاية حرب 1812، تمكنت الولايات المتحدة من استعادة التركيز مرة أخرى على ساحل البحر المتوسط، وفي الثالث من مارس عام 1815، وافق الكونغرس الأمريكي على نشر القوة البحرية أمام الجزائر العاصمة، وتم تجميع أسطولين وتجهيزهما للحرب، وقد تجمع الأسطول الذي كان تحت قيادة العميد ويليام بينبريدج في بوسطون، في حين أن أسطول العميد ستيفن ديكاتور قد تجمع في نيويورك، وقد كان أسطول ديكاتور معدًا للتحرك وغادر الميناء في العشرين من مايو، 1815، وقد اشتمل على الفرقاطات (البارجات) يو إس إس جوريير، والتي كانت بمثابة سفينة القيادة، والتي كانت تحتوي على 44 مدفعًا، وكانت تحت قيادة القبطان ويليام لويس؛ وكونستيليشن، التي كانت تحتوي على 36 مدفعًا، وكانت تحت قيادة القبطان تشارلز جوردون؛ وماسيدونيا التي كانت تحتوي على 38 مدفعًا، وكانت تحت قيادة القبطان جاكوب جونز؛ وسفينتي الحرب الشراعيتين إيبيري التي كان يقودها القبطان جون داونز وأونتاريو التي كانت تحتوي على 16 مدفعًا، والتي كان يقودها القبطان جيسي دي إيليوت؛ والسفينتين فايرفلاي وسبارك وفلامبو، والتي كانت تحتوي كل منها على 14 مدفعًا، وكانت تحت قيادة الملازمين جورج دابليو كودجرز وتوماس جامبل وجون بي نيكولسون؛ والمركبين الشراعيين تورش وسبيتفاير، وكل منهما كانت تحتوي على 12 مدفعًا، وكانت تحت قيادة الملازمين ولكوت تشاونسي وألكساندرجيه دالاس. Mr. William Shaler.
وكان أسطول بينبريدج ما زال قيد التجميع، ولم يتمكن من مغادرة الميناء حتى الأول من يوليو، وبالتالي فلم يتمكن من اللحاق بالحرب.

## المفاوضات
بعد مغادرة جبل طارق مباشرة في الطريق إلى الجزائر، واجه أسطول ديكاتور سفينة القيادة الجزائرية ميشودا وقد تمكن من أسرها في معركة كيب جاتا. وبعد فترة ليست بالبعيدة بعد ذلك، تمكن الأسطول الأمريكي بنفس الطريقة في المعركة التي كانت قبالة كيب بالوس من أسر السفينة الشراعية الجزائرية استيديو. ومع حلول الأسبوع الأخير من يونيو، كان الأسطول قد وصل إلى الجزائر، وبدأ التفاوض مع داي الجزائر. وبعد المطالب الدائمة بإعادة التعويض المختلطة بتهديدات بالتدمير، استسلم داي. وبموجب شروط الاتفاقية التي تم توقيعها على متن السفينة جوريير في خليج الجزائر في الثالث من يوليو عام 1815، وافق أسطول ديكاتور على إعادة السفينتين ميشودا واستيديو المأسورتين، في حين وافق الجزائريون على إعادة كل الأسرى الأمريكيين، والمقدر عددهم بعشرة أفراد، وتم تبادل عدد كبير من الأسرى الأوروبيين مقابل حوالي 500 فرد من التابعين لداي إلى جانب دفع 10000 دولار أمريكي نظير السفن المستولى عليها. وقد ضمنت الاتفاقية عدم فرض المزيد من الجزية كما ضمنت للولايات المتحدة حقوق الإبحار الكاملة.

## النتائج المترتبة
في بدايات عام 1816، قامت بريطانيا بإرسال بعثة دبلوماسية، مدعومة بأسطول صغيرة من السفن الخطية إلى ساحل الجزائر من أجل إقناع العثمانيون هناك بإيقاف القرصنة وتحرير العبيد من المسيحيين، وقد وافق الداي في تونس وطرابلس بدون أي مقاومة، إلا أن الداي في الجزائر كان أكثر تمردًا وكانت المفاوضات عاصفة، وقد رأى قائد البعثة الدبلوماسية إدوارد بيلو، اللورد إكسماوث الأول، أنه قد تمكن من التفاوض على اتفاقية لإيقاف استعباد المسيحيين وعاد إلى إنجلترا، ومع ذلك، بسبب تضارب الأوامر، قامت القوات الجزائرية بقتل 200 صياد من كورسيكا وصقلية وسردينيا كانوا تحت الحماية البريطانية بعد أن تم التوقيع على الاتفاقية مباشرة. وقد سبب ذلك غضبًا شديدًا في بريطانيا وفي أوروبا، وقد تم اعتبار أن مفاوضات إكسماوث قد باءت بالفشل.
ونتيجة لذلك، طُلب من إكسماوث الإبحار مرة أخرى لإكمال المهمة ومعاقبة الجزائريين، وقد قام بتجميع أسطول مكون من خمس سفن خطية، وتم تعزيزه بمجموعة من الفرقاطات، ثم تم تعزيزه بعد ذلك بأسطول مكون من ست سفن هولندية. وفي السابع والعشرين من أغسطس عام 1816، وبعد جولة من المفاوضات التي باءت بالفشل، قام الأسطول بقصف الجزائر العاصمة على مدار تسع ساعات كعقاب لها، وقد أدى هذا الهجوم إلى تعطيل العديد من القراصنة وبطاريات الشاطئ التابعة للداي، مما أجبره على قبول عرض للسلام بنفس الشروط التي رفضها في اليوم السابق، وقد حذر إكسماوث بأنه إذا لم يتم قبول تلك الشروط، فسوف يستمر في العملية الحربية، وقد قبل الداي الشروط حيث وقع ضحية لخدمة إكسماوث، الذي كان أسطوله قد استهلك بالفعل كل الذخيرة المتاحة لديه.
وتم التوقيع على اتفاقية في الرابع والعشرين من سبتمبر عام 1816، وقد تم تحرير "1083" عبدًا مسيحيًا، بالإضافة إلى القنصل البريطاني وتم تسديد أموال الفدية الأمريكية.
بعد الحرب العثمانية الثانية في ساحل البحر المتوسط، دخلت الدول الأوروبية في حرب ضد بعضها البعض (كما دخلت الولايات المتحدة في حرب مع بريطانيا). ومع ذلك، في السنوات التي تلت حرب العثمانية الثانية في ساحل البحر المتوسط مباشرة، لم تكن هناك حرب أوروبية عامة. وقد سمح ذلك للأوروبيين ببناء مواردهم وتحدي سلطة العثمانيون في البحر المتوسط بدون تشتيت. وعلى مدار القرن الذي تلى ذلك، أصبحت الجزائر وتونس مستعمرتين فرنسيتين في عام 1830 وعام 1881 على التوالي، في حين عادت طرابلس إلى سيطرة الدولة العثمانية في عام 1835. وفي عام 1911، ومن خلال الاستفادة من فراغ السلطة الناجم عن ضعف الدولة العثمانية، سيطرت إيطاليا على طرابلس. وقد استمر الأوروبيون في السيطرة على الحكومة في شرقي شمال إفريقيا حتى منتصف القرن العشرين. وبحلول تلك الفترة، ضمنت السفن الحربية الحديدية في أواخر القرن التاسع عشر والمدرعات البحرية في القرن العشرين للأوروبيين السيطرة على البحر المتوسط.

## وصلات خارجية
- Barbary Warfare
- Treaties with The Barbary Powers: 1786–1836
- Text of the treaty signed in Algiers June 30 And July 3, 1815
- The Barbary Wars at the Clements Library: An online exhibit on the Barbary Wars with images and transcriptions of primary documents from the period.
- Victory in Tripoli: Lessons for the War on Terrorism
- Tripoli: The United States’ First War on Terror
- Victory In Tripoli